# Amelia (Itália)
Amelia é uma comuna italiana da região da Úmbria, província de Terni, com cerca de 10.813 habitantes. Estende-se por uma área de 132 km², tendo uma densidade populacional de 82 hab/km². Faz fronteira com Alviano, Attigliano, Avigliano Umbro, Giove, Guardea, Lugnano in Teverina, Montecastrilli, Narni, Orte (VT), Penna in Teverina.
Pertence à rede das Cidades Cittaslow.
Era conhecida como Ameria durante o período romano.

## Demografia
| Variação demográfica do município entre 1861 e 2011                               |
|                                                                                   |
| Fonte: Istituto Nazionale di Statistica (ISTAT) - Elaboração gráfica da Wikipedia |